# Гостун
Гостун је био регент над Прабугарима две године и члан клана Ерми. Већина савремених историчара сматра да је владао од 628 — 630. или од 603 — 605. године.
Неки историчари идентификују Гостуна као Органа, ујака Кубрата, док други одбацују ову тврдњу.
Према неким византијским изворима био је регент над Прабугарима док се Кубрат враћао из Константинопоља. Био је и члан клана Ерми.